# بخش الیبتانگ
بخش الیبتانگ (به لاتین: Alebtong District) یک سکونتگاه مسکونی در اوگاندا است که در اوگاندا واقع شده‌است.

## خصوصیات
بخش الیبتانگ ۱۶۳٬۰۵۰ نفر جمعیت دارد و ۱٬۱۰۰ متر بالاتر از سطح دریا واقع شده‌است.